# Malus hupehensis
Malus hupehensis, el Manzano silvestre de Hupeh, es una especie arbórea de la familia de las Rosáceas. Se encuentra en China, Japón y Taiwán.

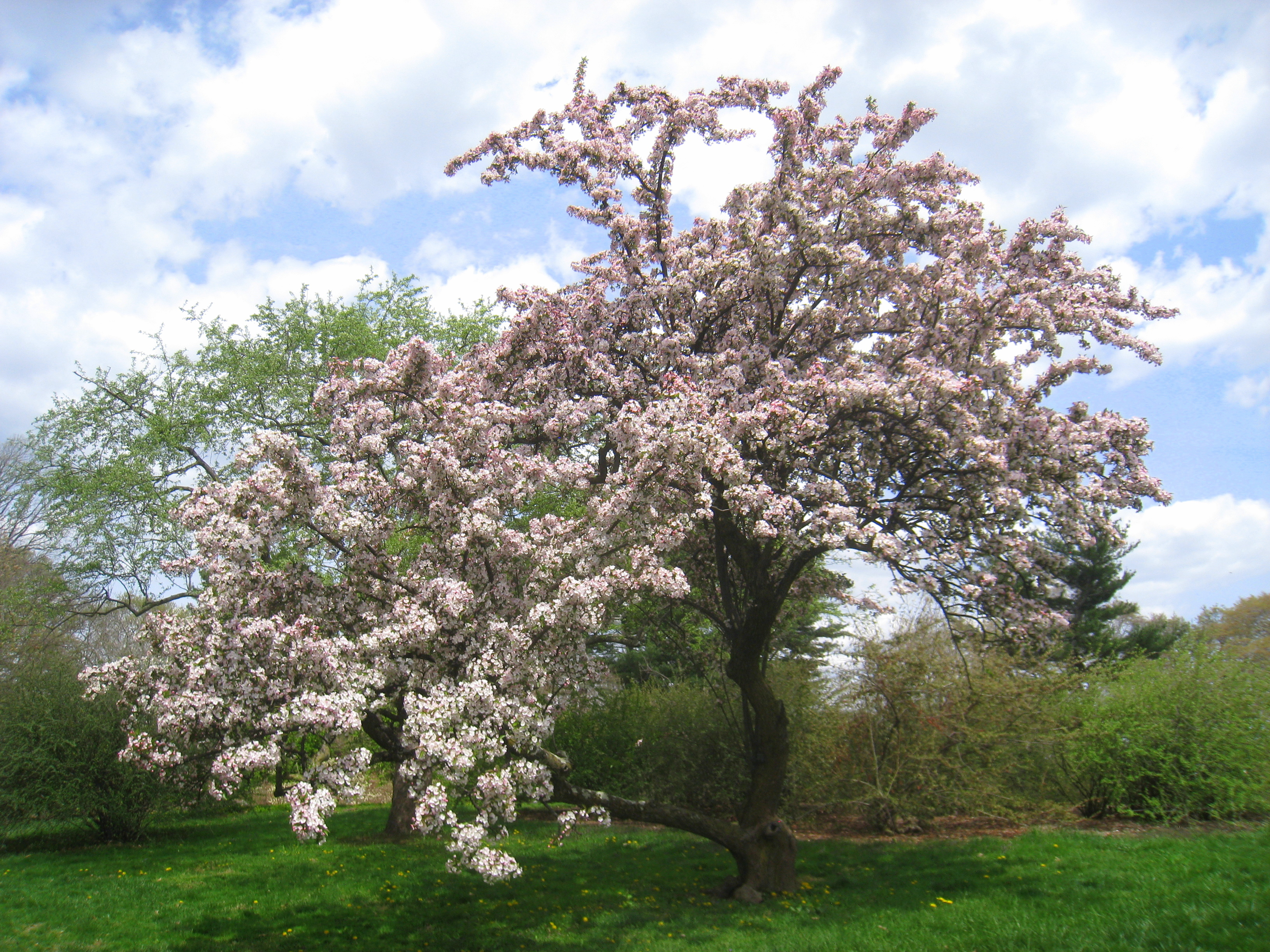
Árbol en flor

## Descripción
Es un árbol que alcanza un tamaño  de 8 m de altura. Las ramillas inicialmente de color verde oscuro, púrpura o marrón púrpura cuando envejecen, cilíndricas, inicialmente pubérulas, glabras en la vejez; los brotes de color púrpura oscuro, ovoides; escalas escasamente ciliadas en el margen. Estípulas caducas, lineal-lanceoladas, de 5-6 mm, herbáceas o membranosas, escasamente pubescentes; las hojas ovadas u ovado elípticas, de 5 - 10 x 2,5-4 cm, escasamente pubérulas cuando jóvenes,  ampliamente cuneadas, rara vez redondeadas, el margen agudo y serrulado, el ápice acuminado. Las inflorescencias en corimbos de 4-6 cm de diámetro con 4-6 flores; con brácteas. Flores de 3,5-4 cm de diámetro. Hipanto campanulado. Sépalos triangular-ovadas, de 4-5 mm, aprox. tan largos o más cortos que el hipanto. Pétalos de color rosa, convirtiéndose en blanco, obovadas, ca. 1,5 cm, base de garra en breve, ápice redondeado. El fruto es un pomo de color verde amarillento, teñido de rojo, elipsoide o subgloboso, de 1 cm de diámetro. Fl. abril-mayo, fr. agosto-septiembre.

## Distribución y hábitat
Se encuentra en las pendientes de los valles, en los matorrales, desde el nivel del mar a 2900 metros en Anhui, Fujian, Gansu, Guangdong, Guizhou, Henan, Hubei, Hunan, Jiangsu, Jiangxi, Shaanxi, Shandong, Shanxi, Zhejiang en China.

## Usos
Esta especie es utilizada como injerto  para los árboles de manzana en Hubei y Sichuan. Sus hojas tiernas se pueden procesar como un sustituto del té. Cuenta con vistosas flores en la primavera y abundantes frutos, es hermoso en otoño, y puede ser utilizado como árbol ornamental.

## Taxonomía
Malus hupehensis fue descrita por (Renato Pampanini) Alfred Rehder y publicado en Journal of the Arnold Arboretum 14(3): 207, en el año 1933.
Citología
El número de cromosomas es de 2n = 51 *, 68 
Variedades aceptadas
- Malus hupehensis var. mengshanensis G.Z. Qian & W.H. Shao
- Malus hupehensis var. taiensis G.Z. Qian

Sinonimia
- Malus domestica var. hupehensis (Pamp.) Likhonos
- Malus hupehensis f. rosea (Rehder) Rehder
- Malus theifera Rehder
- Malus theifera f. rosea Rehder
- Pyrus hupehensis Pamp. basónimo[6]

var. mengshanensis G.Z.Qian & W.H.Shao
- Malus hupehensis var. pingyiensis Jiang[7]

var. taiensis G.Z. Qian
- Malus hupehensis var. taishanensis Jiang[8]